# Angela Tillmann
Angela Tillmann (* 31. Januar 1957 in Berlin; † 23. April 2025 in Mönchengladbach) war eine deutsche Politikerin (SPD).

## Leben
Tillmann erlangte die Mittlere Reife 1976. Von 1976 bis 1979 machte sie eine Ausbildung zur Industriekauffrau. Danach besuchte sie von 1979 bis 1980 die Fachoberschule für Wirtschaft in Mönchengladbach mit dem Abschluss Fachhochschulreife. Von 1980 bis 1984 studierte sie Sozialpädagogik an der Fachhochschule Niederrhein in Mönchengladbach, den Abschluss als Dipl.-Sozialpädagogin erlangte sie 1984. Seit 1985 arbeitete sie als Angestellte in der Abteilung Jugendförderung der Stadtverwaltung Düsseldorf.

## Politik
Angela Tillmann trat 1989 in die SPD ein. Von 1990 bis 1994 war sie stellvertretende Vorsitzende des Ortsvereins Mönchengladbach-Mitte. Von 1992 bis 1994 war sie stellvertretende Vorsitzende des Unterbezirks Mönchengladbach und der Arbeitsgemeinschaft sozialdemokratischer Frauen (ASF). Von 1996 bis 2000 war sie Vorsitzende des Ortsvereins Mönchengladbach-Mitte, zwischen 1994 und 1996 sowie seit 2000 war sie Mitglied im Vorstand des Unterbezirks Mönchengladbach.
Seit 1994 bis zur Wahl in den Landtag von NRW im Jahre 2005 war sie Mitglied des Rats der Stadt Mönchengladbach, dort auch seit 1999 stellvertretende Fraktionsvorsitzende.
Von 2005 bis 2010 war Angela Tillmann Mitglied des Landtages von Nordrhein-Westfalen für den Wahlkreis Mönchengladbach II (WK 50). Gewählt wurde sie über die Landesreserveliste. Am 1. Januar 2016 zog sie erneut in den Landtag ein, sie rückte für den ausgeschiedenen Roland Adelmann nach. Dem 2017 gewählten Landtag gehört sie nicht mehr an, da ihr Listenplatz 61 nicht für den Einzug in das Parlament ausreichte.